# Tasa interna de retorno
La tasa interna de retorno (TIR) es la media geométrica de los rendimientos futuros esperados de una inversión, y que tiene como supuesto subyacente que los flujos futuros se reinvierten a dicha tasa, es decir, que no hay retiros durante todo el horizonte de evaluación. En términos simples, diversos autores la definen como la tasa de descuento con la que el valor actual neto o valor presente neto (VAN o VPN) es igual a cero, aunque en términos conceptuales, ésta representa la tasa mínima de rentabilidad exigida por un inversor al que le es indiferente destinar sus fondos a la inversión que se está evaluando o a otra de riesgo equivalente.
La TIR puede utilizarse como indicador de la rentabilidad de un proyecto: a mayor TIR, mayor rentabilidad; así, puede ser utilizada como uno de los criterios para decidir sobre la aceptación o rechazo de una inversión. Para ello, la TIR se compara con una tasa mínima o rentabilidad exigida (r), el coste de oportunidad de la inversión. Si la inversión no tiene riesgo, el coste de oportunidad o rentabilidad exigida utilizado para comparar la TIR será la tasa de rentabilidad libre de riesgo (Por ejemplo la tasa de interés de un bono a 10 años con calificación crediticia máxima). Si la tasa de rendimiento del proyecto - expresada por la TIR- supera la rentabilidad exigida (r), se puede aceptar la inversión ; en caso contrario, se rechaza. No obstante, también habría que valorar otros factores en la toma de decisiones, como la aportación a la sociedad de la inversión (en el caso de una inversión hecha por organismos públicos) o los beneficios no tangibles de proyectos de I+D+I.

## Otras Definiciones
- Es la tasa que iguala la suma del valor actual de los gastos con la suma del valor actual de los ingresos previstos:  {\displaystyle \sum _{i=1}^{N}{VPIi}=\sum _{i=1}^{N}{VPCi}}
- Es la tasa de interés para la cual los ingresos totales actualizados es igual a los costos totales actualizados:  {\displaystyle {ITAc}={CTAc}\!}
- Es la tasa de interés que indica la rentabilidad promedio del capital que permanece invertido en una inversión dada.
- Es la tasa real que proporciona un proyecto de inversión y es aquella que al ser utilizada como tasa de descuento en el cálculo de un VAN dará como resultado 0.
- Es la tasa de interés compuesto al que permanecen invertidas las cantidades no retiradas del proyecto de inversión.[10]

## Cálculo de la tasa interna de retorno
La TIR es la tasa o tipo de descuento que hace igual a cero el valor actualizado neto (VAN):
{\displaystyle \mathrm {VAN} =\sum _{t=1}^{n}{\frac {F_{t}}{(1+\mathrm {TIR} )^{t}}}-I_{o}=0}
Donde:
{\displaystyle F_{t}} es el flujo de caja esperado en cada periodo {\displaystyle t}.
{\displaystyle n} es el número de periodos en los que se espera recuperar la inversión.
{\displaystyle I_{o}} es el valor de la inversión inicial.
La aproximación de Schneider usa el teorema del binomio para obtener una fórmula de primer orden que permita determinar la TIR de una forma aproximada, pero más simple. Esta aproximación es:
{\displaystyle (1+\mathrm {TIR} )^{-t}\approx 1-t*\mathrm {TIR} }
Si se sustituye esta aproximación en la igualdad de la definición se obtiene:
{\displaystyle I_{o}=F_{1}*(1-\mathrm {TIR} )+F_{2}*(1-2*\mathrm {TIR} )+...+F_{n}*(1-n*\mathrm {TIR} )\ }
Si agrupamos términos tenemos:
{\displaystyle I_{o}-(F_{1}+F_{2}+...+F_{n})=-\mathrm {TIR} *(F_{1}+2*F_{2}...+n*F_{n})\ }
De donde podemos despejar la TIR: 
{\displaystyle \mathrm {TIR} ={\frac {-I_{o}+\sum _{i=1}^{n}F_{i}}{\sum _{i=1}^{n}{i*F_{i}}}}\ }
Sin embargo, el cálculo obtenido puede estar bastante alejado de la TIR real. Está aproximación es peor cuanto mayor es el número de periodos. La aproximación indicada anteriormente, en la evaluación de proyectos, puede ser útil para periodos y tasas de retorno de la inversión bajas. En otros casos, para calcular la TIR con precisión habría que recurrir a métodos numéricos y/o de prueba y error junto con interpolación. No obstante, los programas de hojas de cálculo suelen incorporar funciones para su cálculo de una forma sencilla para el usuario.
Una aproximación más sencilla y útil es el VAN por unidad invertida y año, sumado al tipo de descuento (usado para calcular dicho VAN). Esta media tiene la ventaja de poderse ajustar mediante iteraciones y se usa en aquellos casos en que ya conocemos el valor del VAN

## Uso general de la TIR
Y como ya se ha comentado anteriormente, la TIR o tasa de rendimiento interno, es una herramienta de toma de decisiones de inversión utilizada para conocer la factibilidad de diferentes opciones de inversión. 
El criterio general para saber si es conveniente realizar un proyecto es el siguiente: 
- Si TIR {\displaystyle \geq } r {\displaystyle \rightarrow } Se aceptará el proyecto. La razón es que el proyecto da una rentabilidad mayor que la rentabilidad mínima requerida (el coste de oportunidad), lo que significa que si invirtieramos en un proyecto en específico (TIR) ganaríamos más dinero que por ejemplo adquiriendo bonos del estado (r).
- Si TIR {\displaystyle <\!}  r {\displaystyle \rightarrow } Se rechazará el proyecto. La razón es que el proyecto da una rentabilidad menor que la rentabilidad mínima requerida. Lo que indica que si inviertieramos por ejemplo en bonos del estado (r), ganaríamos más dinero que si lo hiciesemos en un proyecto en específico (TIR).

r representa el costo de oportunidad o en otras palabras la tasa de interés correspondiente a la rentabilidad exigida.

## Dificultades en el uso de la TIR
- Criterio de aceptación o rechazo. El criterio general sólo es cierto si el proyecto es del tipo "prestar o invertir", es decir, si es probable que los primeros flujos de caja sean negativos y los siguientes positivos.
- Por el contrario, si el proyecto es del tipo "pedir prestado o pedir prestado para invertir" (con probabilidad de flujos de caja positivos al principio y negativos después), y teniendo en cuenta que la tasa interna de retorno esperada es mayor, la decisión de aceptar o rechazar un proyecto se toma de manera contraria:
  - Si TIR < r {\displaystyle \rightarrow } Se rechazará el proyecto. La rentabilidad que nos está requiriendo este préstamo es mayor que nuestro costo de oportunidad. De esta manera, las ganancias que espera nuestro prestamista (TIR) son mayores que las que ganancias que esperaríamos si por ejemplo inviertiesemos ese préstamo recibido en bonos del estado (r).
  - Si TIR >= r {\displaystyle \rightarrow } Se aceptará el proyecto. De esta manera, las ganancías que obtendríamos luego de invertir el préstamo recibido (r), por ejemplo en bonos del estado; alcanzarían a librar las ganancias que espera nuestro prestamista (TIR).

- Comparación de proyectos excluyentes. Dos proyectos son excluyentes si solamente se puede llevar a cabo uno de ellos. Generalmente, la opción de inversión con la TIR más alta es la preferida, siempre que los proyectos tengan el mismo riesgo, la misma duración y la misma inversión inicial. Si no, será necesario aplicar el criterio de la TIR de los flujos incrementales.

- Proyectos especiales, también llamado el problema de la inconsistencia de la TIR. Son proyectos especiales aquellos que en su serie de flujos de caja hay más de un cambio de signo. Estos pueden tener más de una TIR, tantas como cambios de signo, lo cual obedece a la presencia de la regla de los signos de Descartes. Esto complica el uso del criterio de la TIR para saber si aceptar o rechazar la inversión. Para solucionar este problema, se suele utilizar la TIR Corregida. También la inconsistencia de la TIR tiene lugar cuando existen proyectos que no tienen TIR.[10]

## Ejemplo
Supongamos una inversión que nos da estos flujos de caja:
|               | Año 1 | Año 2 | Año 3 | Año 4 |
| ------------- | ----- | ----- | ----- | ----- |
| Flujo de caja | 31    | -72   | 91    | 22    |

Ahora tenemos flujos de caja negativos. Al resolver la TIR para este caso con métodos recursivos podemos dar hasta con 2 TIR diferentes, correspondientes a los cambios de signo de los flujos de caja (no al número de flujos de caja negativos).
Para calcular la TIR, llamada en estos casos TIRC (TIR Corregida) hay que hacer un análisis año por año del saldo del proyecto/inversión. Con una ROI = 20% y un K = 12% (Coste de financiación) y una duración del proyecto de 5 años obtendríamos un saldo acumulado de 82,3. El cálculo de la TIRC es sencillo:
{\displaystyle 82,3=|D|*(1+TIRC)^{4}} ; donde D = desembolso inicial
Para el ejemplo anterior, con D = -200 hubiéramos obtenido una TIRC de -19%, con lo que estaríamos perdiendo dinero con total seguridad. Es claro, ya que invertimos 200 para recibir un total acumulado de 82,3.

## Interpretación
En términos simples, la tasa interna de retorno (TIR) es el porcentaje de ingresos que se obtiene periódicamente debido a una inversión. Por ejemplo, si del análisis de un proyecto en dólares se obtiene una TIR de 10% anual, significa que por cada 100 dólares invertidos se obtiene un ingreso de 10 dólares cada año. 
Este es un término un poco ambiguo de interpretar. En resumen, este parámetro ayuda a tomar la decisión de si una inversión es rentable o no. Podemos verlo en un ejemplo.
Tenemos un proyecto A. Este proyecto nos garantiza unos flujos de caja en t años. Para visualizar la idea, escogemos t = 1, es decir un solo año. De acuerdo a lo descrito previamente: 
{\displaystyle \mathrm {VAN} =I_{0}(1+\mathrm {TIR} )}
Es decir, hemos transcrito los flujos de caja generados anteriormente a la inversión inicial más una cierta ganancia (en porcentaje).  
Ahora bien, en el mercado encontramos productos que nos pueden dar una rentabilidad r, conocida como Required Rate of Return), como puede ser un bono que nos de por ejemplo un 10%. Esto no es más que un coste de oportunidad, es decir, pese a que los cálculos para calcular esta r puedan ser complicados la podemos pensar como la inversión más fácil que podríamos encontrar en el mercado o bien como la inversión que estamos descartando por haber escogido otra. 
Entonces sabidos y fijados los flujos de caja y la TIR, descontaríamos los flujos de caja con esta r , como si hubiéramos re-invertido los flujos de caja en el producto que ofrece la rentabilidad r y ahora la quisiéramos descontar para saber el valor presente neto de la inversión. De nuevo, con t = 1, de manera ilustrativa: 
{\displaystyle \mathrm {VAN} ={\frac {\mathrm {flujo\ de\ caja} }{(1+r)}}}
Por ejemplo:
Una r = 0 quiere decir que no hemos encontrado en el mercado ninguna inversión que nos de rentabilidad. Entonces no descontaríamos nada. Como la TIR suele ser mayor que 0, la decisión sería la de invertir.  
Una r > TIR quiere decir que en el mercado hemos encontrado una inversión que nos da un retorno mayor que el equivalente de los flujos de caja a porcentaje de retorno, ergo la decisión sería la de no invertir en el producto con estos flujos de caja y sí en el producto que ofrece la rentabilidad r, si se quiere.  
Una r < TIR quiere decir que en el mercado hemos encontrado una inversión que nos da un retorno menor que el equivalente de los flujos de caja a porcentaje de retorno, ergo la decisión sería la de invertir en el producto con estos flujos de caja y no en el producto que ofrece la rentabilidad r, si se quiere.